# Oberto Della Torre
Oberto Della Torre (Génova; 1617 - Génova; 1698) fue el 138.º dogo de la República de Génova y rey de Córcega.

## Vida

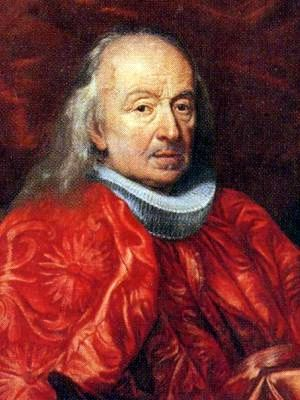
Pintura del noble

Nacido en Génova hacia 1617, el noble Oberto Della Torre recibió su primer cargo de prestigio cuando tenía 40 años, cuando fue nombrado Protector de la Capilla de San Juan Bautista de la Catedral de San Lorenzo de Génova. Posteriormente, junto con Emanuele Brignole, dirigió la construcción del Albergo dei Poveri, un proyecto caritativo que tomó forma a partir de 1652 bajo el dogeato de Gerolamo De Franchi Toso y que avanzó lentamente en los años siguientes por diversos motivos. Una de las razones de esto fue la epidemia de la peste que azotó Génova (y toda la región de Liguria) entre 1656 y 1657, durante la cual Oberto Della Torre, junto con otros nobles, hizo todo lo posible para curar a las víctimas de la peste. Tras el fin de esa emergencia sanitaria, Della Torre fue nombrado a ser uno de los auditores jefe para evaluar el trabajo del dogo De Franchi Toso (1684) dos años después del final de su mandato.
En los años siguientes Della Torre ocupó diversos cargos institucionales de la República de Génova, fue elegido senador en tres ocasiones y entró en el servicio del Banco di San Giorgio. A la edad de 72 años, fue elegido dogo de Génova el 31 de agosto de 1689 con 399 votos a favor de los 1.399 patricios que tenían derecho a voto en esa elección. Como dogo, también se le confió el cargo asociado de ser rey de Córcega durante dos años.
De su mandato -el 85.° en dos años consecutivos y el 130.° en la historia de la República- han quedado recuerdos sobre desacuerdos que hubo con el gobernador español de Milán relacionados con el bloqueo de los pagos de retornos a los nobles genoveses en ese mismo territorio (sin embargo, hubo relaciones amistosas con el emperador Carlos II de España) y sobre un sacrilegio que se menciona en los anales genoveses. Poco antes del final del mandato de dos años, la píxide con las hostias consagradas fue robada de la iglesia de San Filippo y, como reparación al respecto, se hizo una procesión del Senado de la República que fue encabezada por el dogo Della Torre, la cual marchó del palacio Ducal hasta la iglesia para cantar junto con la población genovesa el Miserere.
Cuando terminó con su tiempo en el cargo del dogo el 1 de septiembre de 1691, Oberto Della Torre se retiró a la vida privada. Murió en Génova en 1698 y fue enterrado allí en la hoy desaparecida iglesia de San Domenico.